# Reprezentacja Kenii w piłce siatkowej kobiet
Reprezentacja Kenii w piłce siatkowej kobiet to narodowa reprezentacja tego kraju, reprezentująca go na arenie międzynarodowej.

## Szeroki skład reprezentacji Kenii naMistrzostwa Świata 2025[2]
- 1. Nekesa Emmaculate - rozgrywająca
- 2. Frida Boke Mwita - rozgrywająca
- 3. Mackline Okoko - rozgrywająca
- 4. Mercy Iminza Likhayo - atakująca
- 5. Pamella Adhiambo - atakująca
- 6. Simiyu Loice - atakująca
- 7. Belinda Nanjala Barasa - środkowa
- 8. Elizabeth Marian Sokoiyo - środkowa
- 9. Lorine Chebet - środkowa
- 10. Daisy Jepkorir Leting - przyjmująca
- 11. Veronica Adhiambo - przyjmująca
- 12. Mariam Wamaitha Musa - przyjmująca
- 13. Juliana Namutira - przyjmująca
- 14. Lydia Iswana Emokol - środkowa
- 15. Meldinah Nemali Sande - przyjmująca
- 16. Gladys Ekaru Emaniman - środkowa
- 17. Celestine Nafula - libero
- 18. Sara Nakhumicha Namisi - atakująca
- 19. Sharleen Sembel Maywa - libero
- 20. Sharon Sandui - atakująca
- 21. Pauline Chemtai Simotwo - atakująca
- 22. Deborah Jesang - atakująca
- 23. Penina Nafula - libero
- 24. Malyne Terry Tata Idachi - atakująca

## Sukcesy
Mistrzostwa Afryki:
- 1991, 1993, 1995, 1997, 2005, 2007, 2011, 2013, 2015, 2023
- 2003, 2017, 2019, 2021

Igrzyska afrykańskie:
- 1991, 1995, 1999, 2015, 2019
- 1987
- 2003, 2007, 2011, 2023

## Udział i miejsca w imprezach

### Igrzyska Olimpijskie
| Rok  | Kraj           | Miejsce      |
| ---- | -------------- | ------------ |
| 1964 | Tokio          | brak udziału |
| 1968 | Meksyk         | brak udziału |
| 1972 | Monachium      | brak udziału |
| 1976 | Montreal       | brak udziału |
| 1980 | Moskwa         | brak udziału |
| 1984 | Los Angeles    | brak udziału |
| 1988 | Seul           | brak udziału |
| 1992 | Barcelona      | brak udziału |
| 1996 | Atlanta        | brak udziału |
| 2000 | Sydney         | brak udziału |
| 2004 | Ateny          | 11. miejsce  |
| 2008 | Pekin          | brak udziału |
| 2012 | Londyn         | brak udziału |
| 2016 | Rio de Janeiro | brak udziału |
| 2020 | Tokio          | 12. miejsce  |
| 2024 | Paryż          | 10. miejsce  |

### Mistrzostwa Świata
| Rok  | Kraj              | Miejsce      |
| ---- | ----------------- | ------------ |
| 1952 | ZSRR              | brak udziału |
| 1956 | Francja           | brak udziału |
| 1960 | Brazylia          | brak udziału |
| 1962 | ZSRR              | brak udziału |
| 1967 | Japonia           | brak udziału |
| 1970 | Bułgaria          | brak udziału |
| 1974 | Meksyk            | brak udziału |
| 1978 | ZSRR              | brak udziału |
| 1982 | Peru              | brak udziału |
| 1986 | Czechosłowacja    | brak udziału |
| 1990 | Chiny             | brak udziału |
| 1994 | Brazylia          | 16. miejsce  |
| 1998 | Japonia           | 14. miejsce  |
| 2002 | Niemcy            | 23. miejsce  |
| 2006 | Japonia           | 23. miejsce  |
| 2010 | Japonia           | 21. miejsce  |
| 2014 | Włochy            | brak udziału |
| 2018 | Japonia           | 20. miejsce  |
| 2022 | Polska / Holandia | 19. miejsce  |
| 2025 | Tajlandia         |              |

### Mistrzostwa Afryki
| Rok  | Kraj     | Miejsce      |
| ---- | -------- | ------------ |
| 1976 | Egipt    | brak udziału |
| 1985 | Tunezja  | brak udziału |
| 1987 | Maroko   | brak udziału |
| 1991 | Egipt    | 1. miejsce   |
| 1993 | Nigeria  | 1. miejsce   |
| 1995 | Tunezja  | 1. miejsce   |
| 1997 | Nigeria  | 1. miejsce   |
| 1999 | Nigeria  | brak udziału |
| 2001 | Nigeria  | brak udziału |
| 2003 | Kenia    | 2. miejsce   |
| 2005 | Nigeria  | 1. miejsce   |
| 2007 | Kenia    | 1. miejsce   |
| 2009 | Algieria | brak udziału |
| 2011 | Kenia    | 1. miejsce   |
| 2013 | Kenia    | 1. miejsce   |
| 2015 | Kenia    | 1. miejsce   |
| 2017 | Kamerun  | 2. miejsce   |
| 2019 | Egipt    | 2. miejsce   |
| 2021 | Rwanda   | 2. miejsce   |
| 2023 | Kamerun  | 1. miejsce   |

### Puchar Świata
| Rok  | Kraj    | Miejsce      |
| ---- | ------- | ------------ |
| 1973 | Urugwaj | brak udziału |
| 1977 | Japonia | brak udziału |
| 1981 | Japonia | brak udziału |
| 1985 | Japonia | brak udziału |
| 1989 | Japonia | brak udziału |
| 1991 | Japonia | 12. miejsce  |
| 1995 | Japonia | 11. miejsce  |
| 1999 | Japonia | brak udziału |
| 2003 | Japonia | brak udziału |
| 2007 | Japonia | 12. miejsce  |
| 2011 | Japonia | 12. miejsce  |
| 2015 | Japonia | 10. miejsce  |
| 2019 | Japonia | 11. miejsce  |

### Igrzyska afrykańskie
| Rok  | Kraj         | Miejsce    |
| ---- | ------------ | ---------- |
| 1978 | Algier       |            |
| 1987 | Nairobi      | 2. miejsce |
| 1991 | Kair         | 1. miejsce |
| 1995 | Harare       | 1. miejsce |
| 1999 | Johannesburg | 1. miejsce |
| 2003 | Abudża       | 3. miejsce |
| 2007 | Algier       | 3. miejsce |
| 2011 | Maputo       | 3. miejsce |
| 2015 | Brazzaville  | 1. miejsce |
| 2019 | Rabat        | 1. miejsce |
| 2023 | Akra         | 3. miejsce |